# Nancy Juvonen
Nancy Juvonen (18 de maio de 1967) é uma produtora de cinema estadunidense. Ela e Drew Barrymore são donos da produtora Flower Films.

## Infância
Juvonen nasceu em Connecticut e foi criado em Mill Valley, Califórnia. De ascendência finlandesa, ela é filha de Pam Juvonen e do executivo da indústria de aviação William H. Juvonen, ex-aluno da Universidade de Stanford e ex-Aviador da Marinha. Juvonen se formou na Universidade do Sul da Califórnia em sociologia e educação cooperativa.

## Carreira
Depois de se formar, ela trabalhou como comissária de bordo particular e para um artista. Mais tarde, se tornou assistente de Clarence Clemons, um membro da E Street Band. Em 1993, Juvonen conheceu Drew Barrymore através do irmão, Jim, um escritor e produtor que estava trabalhando no estúdio de Mad Love (1995). Os dois posteriormente fundaram a Flower Films.

## Vida pessoal
Juvonen casou-se com o comediante Jimmy Fallon, apresentador do The Tonight Show, em 22 de dezembro de 2007. Eles se conheceram no estúdio de Saturday Night Live. Em agosto de 2007, Fallon a pediu em casamento com um anel de noivado desenhado por Neil Lane na casa da família dela em Wolfeboro, New Hampshire. Eles se casaram quatro meses depois. Eles têm duas filhas nascidas em 2013 e 2014. Ambas nasceram de barriga de aluguel.